# Епархия Каянги
Епархия Каянги (лат. Dioecesis Kayangana) — епархия Римско-Католической Церкви с центром в городе Каянга, Танзания. Епархия Каянги входит в митрополию Мванзы. Кафедральным собором епархии Каянги является церковь святого Георгия.

## История
14 августа 2008 года Римский папа Бенедикт XVI издал буллу «Congregatio pro Gentium», которой учредил епархию Каянги, выделив её из епархии Руленге, которая одновременно была переименована в епархию Руленге-Нгары.

## Ординарии епархии
- епископ Almachius Vincent Rweyongeza (14.08.2008 — по настоящее время).